# 扬·科拉日
扬·科拉日（捷克語：Jan Kolář，1986年11月22日—），捷克男子冰球运动员，场上位置是后卫。他曾代表捷克国家队参加2018年冬季奥林匹克运动会冰球比赛，获得第四名。